# Sveti Andrija (Svetac)
Sveti Andrija je naselje na otoku Svetcu, u Splitsko-dalmatinskoj županiji. 

## Upravna organizacija
Upravno je dio Grada Komiže.

## Zemljopisni položaj
Nalazi se u središnjem dijelu otoka. 

## Gospodarstvo
Ribarstvo, vinogradarstvo, sječa i prodaja drva.

## Stanovništvo
Danas je otok nenaseljen. Popisi od 1857. i 1869. su stanovnike bilježili pod Komižu.
| broj stanovnika |       |       | 17    | 18    | 30    | 34    | 34    | 58    | 56    | 64    | 48    | 10    | 1     | 2     | 1     |       | 2     |
|                 | 1857. | 1869. | 1880. | 1890. | 1900. | 1910. | 1921. | 1931. | 1948. | 1953. | 1961. | 1971. | 1981. | 1991. | 2001. | 2011. | 2021. |

## Vanjske poveznice
- BISERNA OGRLICA - PUČINSKI OTOCI SREDNJEG JADRANA  Arhivirana inačica izvorne stranice od 22. veljače 2014. (Wayback Machine)